# Estación Juan de Garay
Juan de Garay es una estación de ferrocarril ubicada en el departamento Pichi Mahuida, Provincia de Río Negro, Argentina.

## Servicios
Pertenece al Ferrocarril General Roca en su ramal entre Bahía Blanca y Zapala.
No presta servicios de pasajeros desde 1993, sin embargo por sus vías corren trenes de carga, a cargo de la empresa Ferrosur Roca.

## Ubicación
Se encuentra a 42 km al noroeste de la ciudad de Río Colorado.